# ماكنتوش 2

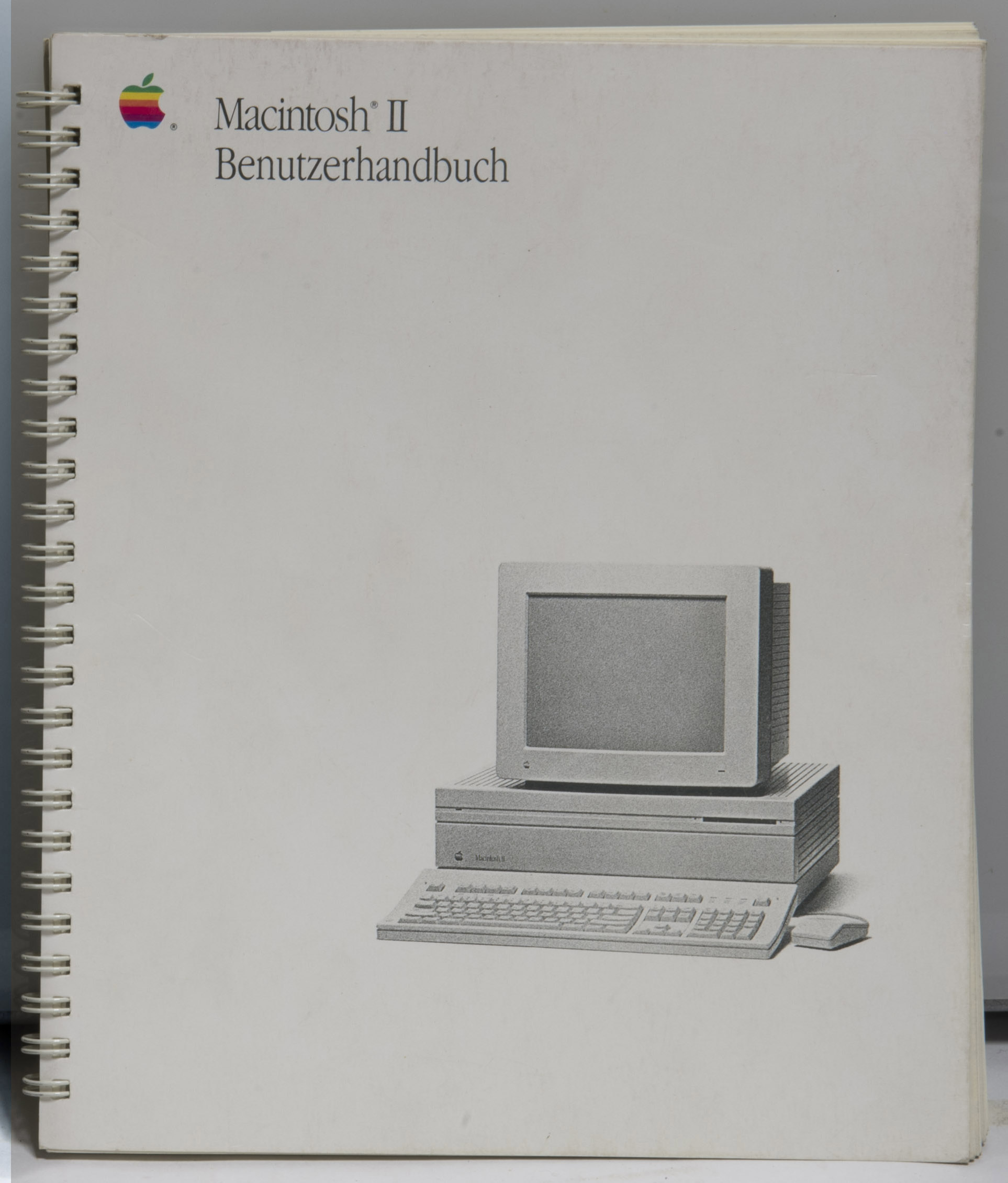
صورة لغلاف دليل المُستخدم لجهاز ماكنتوش 2 من آبل باللّغة الألمانيّة

كان أبل ماكنتوش الثاني هو نموذج أول كمبيوتر شخصي من سلسلة ماكنتوش الثاني في خط ماكنتوش.

## التاريخ
ماكنتوش الثاني صممه مهندسي الأجهزة hardware engineers مايكل دوي (لجهاز الكمبيوتر) وبراين بيركلي (للشاشة). نظام أساسي مع محرك 20 ميغابايت وشاشة تكلف نحو 5200 دولار، وهو نظام يستوعب الألوان كلها قد يكلف ما يصل إلى 10000 دولار تكلفة الشاشة الملونة، وبطاقة الفيديو، والقرص الصلب، وأضيفت لوحة المفاتيح و RAM ذاكرة الوصول العشوائي. نقطة السعر وضعته في مجال المنافسة مع وورك ستيشن workstations من سيليكون غرافيكس، صن مايكروسيستمز وهيوليت باكارد Silicon Graphics, Sun Microsystemsو Hewlett-Packardعلى الرغم من أنه لا يزال تستخدم نظام التشغيل Mac OS للمستخدم الواحد بدلا من يونكس تلك الأنظمة. في حين أن مواصفات الجهاز كانت مماثلة للنظم workstation-class systems، وضعت ملامح نظام التشغيل OS بشكل أكثر مباشرة في منافسة مع أجهزة الكمبيوتر I386 وأميغا 2000.
قد بدأ المشروع دوي وبيركلي دون علم رئيس أبل ستيف جوبز (الذي عارض بعض الميزات مثل فتحات التوسيع). وعرف في البداية باسم «ليتل بيغ ماك» "Little Big Mac"، وكان يحمل الاسم الرمزي " Milwaukee " بعد اسم مسقط رأس ديو، وذهب في وقت لاحق خلال سلسلة من الأسماء الجديدة، بما في ذلك «رينو»، «أوزي» و«باريس»"Reno", "Uzi" و"Paris" (بعد Jean-Louis Gassee، مدير منتجات أبل حينها، الذين حما مشروع شبه سري clandestine من الإلغاء).
كان قد قدم في مارس، 1987 وسعر التجزئة 5,498 دولار، ماكنتوش الثاني كان أول «نظام تركيبي» طراز ماكنتوش، وسمى هكذا لانه جاء في شكل سطح المكتب الأفقي مثل العديد من كمبيوترات آي بي إم في ذلك الوقت. جميع أجهزة الكمبيوتر ماكنتوش السابقة أستخدمت تصميم الكل في واحد مع تلفزيون CRT الأسود والأبيض مركب مرفق به.
ماكنتوش الثاني لديه حاوية drive bays للقرص الصلب الداخلي (في الأصل 20 ميغا بايت أو 40 ميغابايت) ومحرك الأقراص المرنة floppy disk أختياري. جنبا إلى جنب مع ماكنتوش Macintosh SE، وكان أول كمبيوتر ماكنتوش لاستخدام أعمال سطح المكتب أبل Apple Desktop Bus (ADB): تم عرضه مع Apple IIGS لسطح لوحة المفاتيح والفأرة.
التحسن الأساسي في ماك الثاني كان خاصية الحجم QuickDraw الملون في القرص، نسخة الألوان للغة الرسومات التي كانت هي قلب الجهاز. من بين العديد من الابتكارات في خاصية الحجم الملون Color QuickDraw وهي القدرة على التعامل مع أي حجم للعرض، أي عمق للون، وأجهزة عرض متعددة. بدعمها الريادي 32 بت للالوان  ماك الثاني كان أول حاسوب شخصي يمكنه عرض الصور الحقيقية واقعية اللون بدون تحديث ما بعد البيع. لأن Color QuickDraw كان خاصية متضمنة داخل القرص في ماك الثاني، أجهزة ماكنتوش التي قبلها كان لايمكن ترقيتها لتعمل مع شاشة ملونة، والعديد من أوائل الشركات التي تبنته شعرت بالخيانة من قبل شركة آبل. بعد سنة أو سنتين، أبل غيرت الاتجاه وبدأت بتركيب خاصية الحجم الملون Color QuickDrawداخل نظام التشغيل، مما يسمح للأجهزة التي قبله بتشغيل البرامج الملونة على الاقل بالون الأسود والأبيض.

## المميزات
يتضمن ماك الثاني معالج موتورولا 68020 يعمل في 16 ميغاهيرتز بالتعاون مع وحدة النقطة العائمة موتورولا 68881. Motorola 68881 floating point unit وكانت الآلة يتم تركيبها مع مقبس لـMMU، ولكن "Apple HMMU Chip" (VLSI VI475 chip) كانت مثبتة فيه التي لم تطبق الذاكرة الافتراضية (ما فعلته هو أنها ترجمت معالجة 24 بت إلى معالجة 32 بت لنظام تشغيل ماك الذي لم يكن به 32 بت نظيفة حتى إصدار النظام 7). معيار الذاكرة كان1 ميغا بايت ويمكن زيادتها إلى 68 ميغابايت، ولكن ليس بدون جهاز الترقية الخاص FDHD، وإلا كان 20 ميغابايت الحد أقصى. يمكن لذاكرة الوصول العشوائي أن تصل إلى 128 ميغا بايت، ومع ذلك، إذا تم ترقية المدمجة لتلك المستخدمة. في IIx (أو إذا أستخدم MODE32)، حيث جهاز التحكم في الذاكرة Mac II دعم وحدات الذاكرة ذات الكثافة الأعلى أكثر من القرص. ماك الثاني كان لديه ثمانية 30-pin SIMMs والذاكرة كانت مركبة في مجموعات من أربعة A 5.25 بوصة 40 ميغابايت على القرص الثابت SCSI كان اختياري، كما كان يوجد 800 كيلوبايت داخلية في محرك الأقراص المرنة 3.5 بوصة. وكانت هناك ست فتحات NuBus متاحة للتوسع (على الأقل واحدة منهم هي التي كانت للاستخدامها في بطاقة الرسومات graphics card، حيث ماك الثاني ليس لديه شرائح الرسومات في الجهاز نفسه). من الممكن توصيل ما يصل إلى ستة شاشات عرض لماكنتوش الثاني عن طريق ملء جميع فتحات NuBus مع بطاقات الرسومات.
كان ماك الثاني وماك SE أول أجهزة كمبيوتر أبل ماكنتوش بيعت منذ أن باعت أبل الأول بدون لوحة المفاتيح. بدلا من ذلك كان العميل يعرض عليه اختيار للشراء المنفصل إما لوحة المفاتيح أبل ADB Apple Keyboard أو لوحة المفاتيح أبل الموسعة.

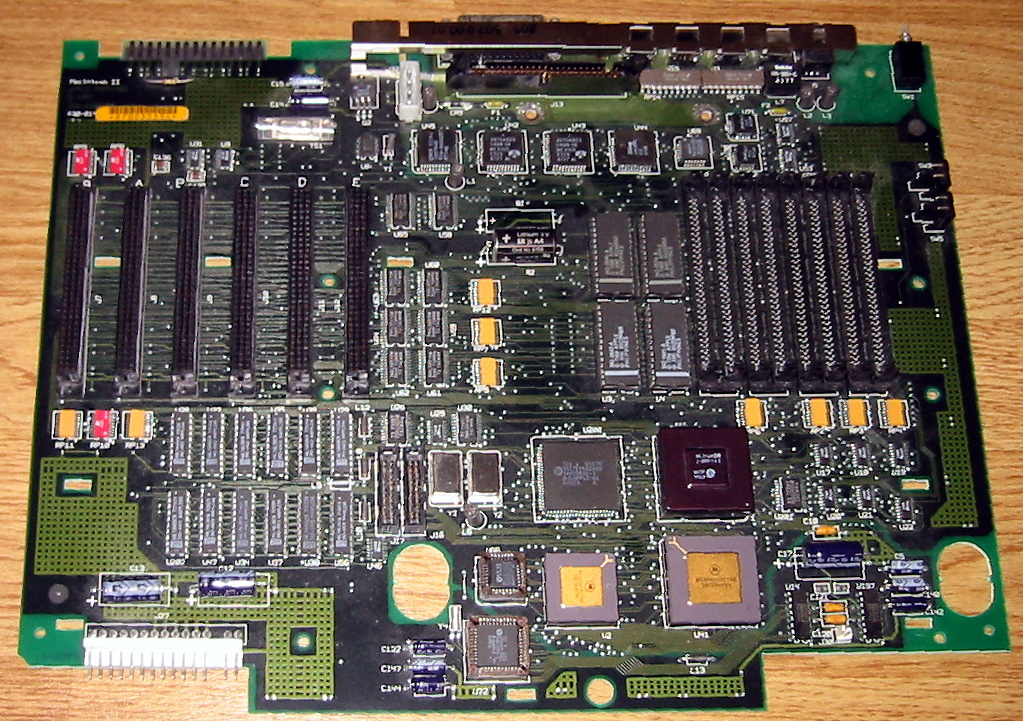
لوحة ماكنتوش II الرئيسية

وأعقب ماك الثاني سلسلة من النماذج القريبة بما في ذلك Macintosh IIx و Macintosh IIfx، والتي تستخدم معالج موتورولا 68030. وكان من الممكن ترقية ماكنتوش الثاني إلى ماكنتوش Iix أو IIfx مع تبديل اللوحة. وكان ماك الثاني الأول ماكنتوش يكون معه اجراس الموتChimes of Death مرافقة لشعار ماك الحزين كلما حدث خطأ خطيرة في الأجهزة.
المُدْمَجَاتُ الأصلية في ماك الثاني لديها عيب يمنع النظام من التعرف على أكثر من واحد ميغا بايت من حيز عنوان الذاكرة على بطاقة Nubus. على سبيل المثال، إذا تم تثبيت بطاقة فيديو من أربعة ميغابايت من ذاكرة الفيديو، سوف تعترف فقط على ميغا بايت واحدة من ذاكرة الفيديو من قبل النظام. كل أجهزة ماكنتوش Iis التي تم تصنيعها حتى نوفمبر 1987 كان بها هذا العيب. وحدث هذا لأن إدارة الفتحة لم تكن 32 بت نظيفة. عرضت شركة تذكير بإعلان جيد عن الخطأ في ROM المدمجة وأصدرت برنامج لاختبار ما إذا كان ماكنتوش الثاني به هذا العيب أم لا. وكان الحل، ماكنتوش IIs مع المدمجة الأصلية وهي الآن نادرة إلى حد ما.
وكانت الملحقات الجديدة المتميزة لماكنتوش الثاني في ذلك الوقت A/ROSE ونظام إدارة الصوت.

## وصلات خارجية
- apple-history.com
- Mac II profile on Low End Mac
- Macintosh II technical specifications نسخة محفوظة 10 أبريل 2008 على موقع واي باك مشين. at apple.com

قالب:Apple hardware